# 美格福斯奧德賽系列
米罗华奥德赛系列是美格福斯於1972年至1978年發售的家用遊戲機，包括1972年發售的美格福斯奧德賽、由美格福斯及飛利浦推出的各款奧德賽家用專用遊戲機，以及美格福斯奧德賽的正統後繼機種，使用卡帶作為媒介，於1978年發售的美格福斯奧德賽²。

## 美格福斯奧德賽
美格福斯奧德賽於1972年發售，是世界上第一部商業家用電子遊戲機。它的原型由拉夫·亨利·貝爾（Ralph Henry Baer）團隊設計，美格福斯購入其版權後推出於商業市場。奧德賽使用可更換的印刷電路板作為媒介，玩家可以按需求更換。

## 專用遊戲機系列
1974年，飛利浦正式收購美格福斯，並於之後幾年推出11款家用專用遊戲機。

### 奧德賽100
奧德賽100於1975年發售，採用4顆德州儀器晶片。內置2款遊戲（網球、曲棍球），沒有內置計分程式並使用簡單的蜂鳴器作為聲效。它需要使用6枚C型電池或9V AC接合器。每位玩家有3個旋鈕，分別控制水平移動、垂直移動及球的拋物線調整。

### 奧德賽200

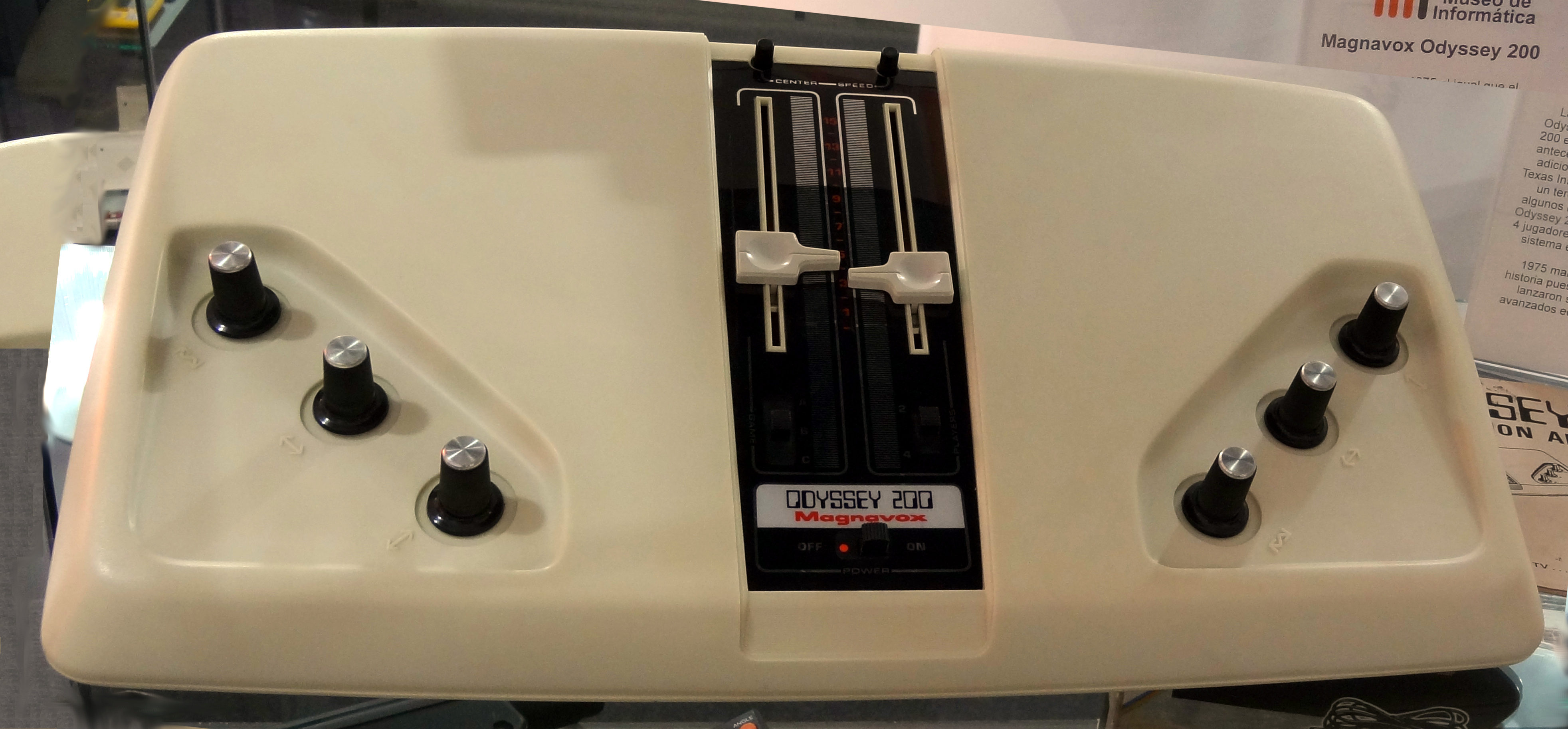
Magnavox Odyssey 200

奧德賽200同樣於1975年發售，但比較奧德賽100，它有數處改進地方。它新增第3款遊戲（壁球），亦設有可以轉換至2人或4人遊戲的按鈕。此外，它亦增加非數位式的計分程式。而在電源及控制器方面與奧德賽100相同。

### 奧德賽300

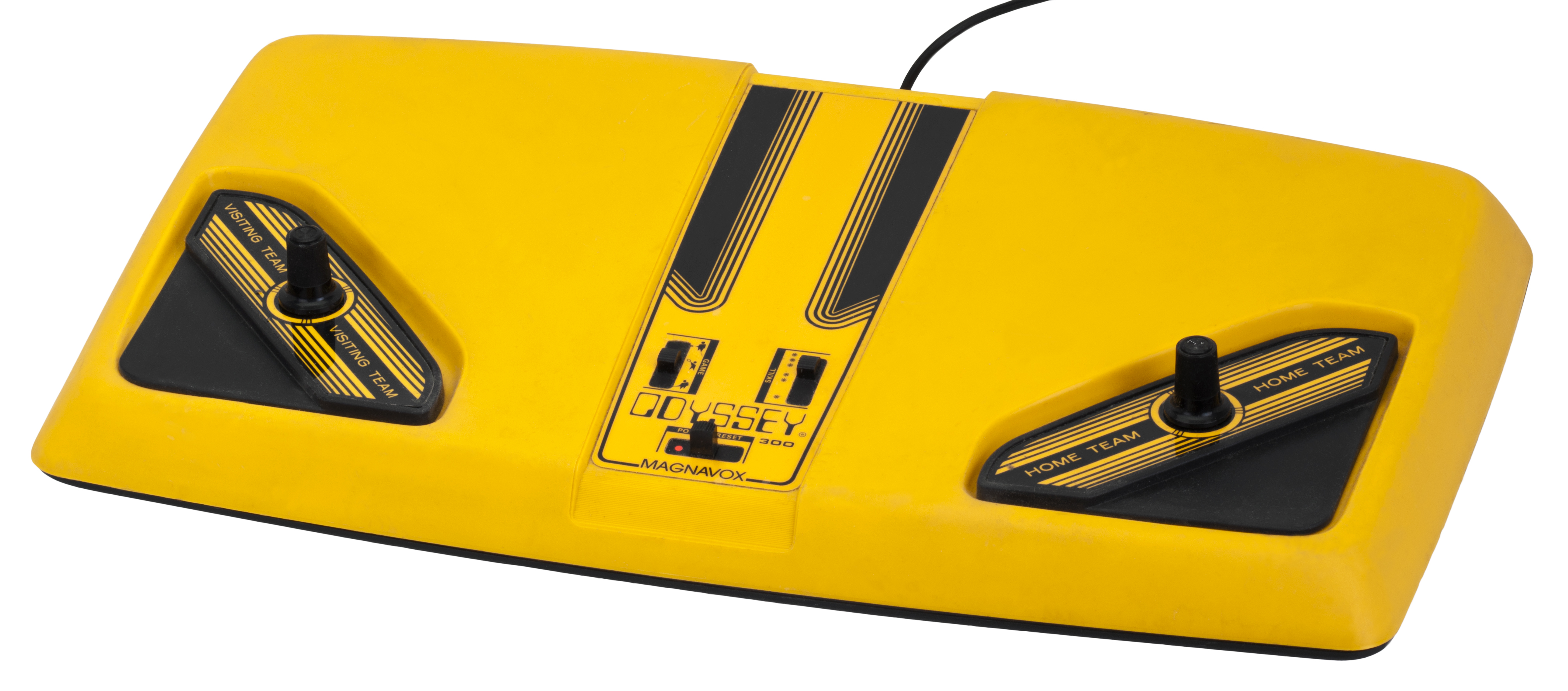
奧德賽300

奧德賽300於1976年發售，它與同樣於1976年發售，Coleco的Telstar為直接競爭者。與Telstar一樣採用通用儀器的AY-3-8500晶片。內置與奧德賽200相同的3款遊戲，但設置了3個不同的難度（初學者、中等、專家），此外亦設置非數位式的計分程式。

### 奧德賽400
奧德賽400於1976年發售。與奧德賽200極為相似，但增加了1枚德州儀器晶片以增加數位式的計分程式。

### 奧德賽500

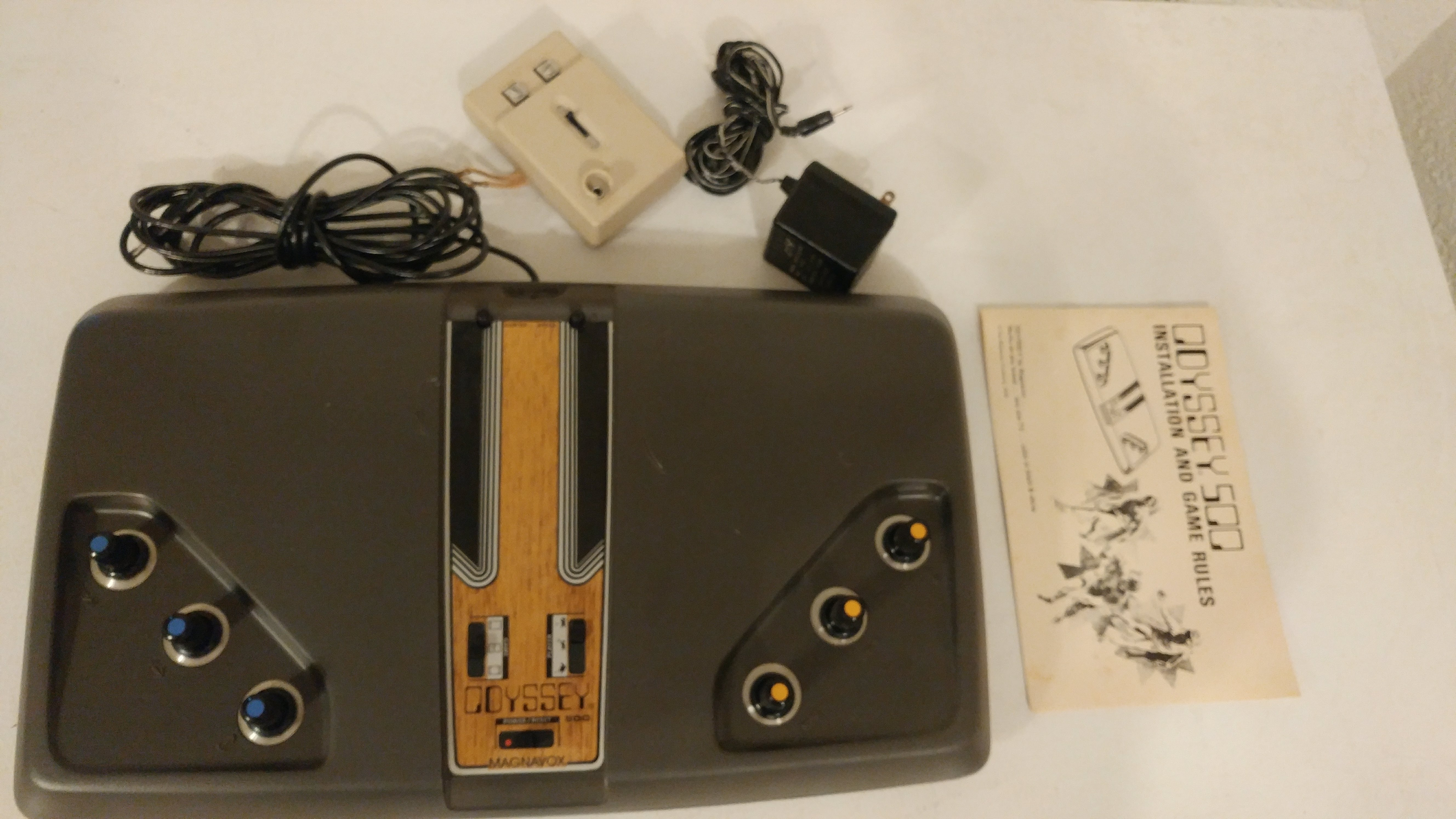
Magnavox Odyssey 500

奧德賽500於1976年發售，此機種與奧德賽400接近相同，但增加了1個特別的賣點：相比過往玩家在電視畫面上控制的是一條「橫線」，美格福斯使用特別的圖像令玩家控制一個簡單的人型。3款遊戲各有其特別的圖像。而美格福斯在宣傳上宣稱遊戲機有第4款遊戲（美式足球），使用壁球的人型圖像及曲棍球的背景。除了奧德賽400的特點之外，它還可以控制球的速度。

### 奧德賽2000

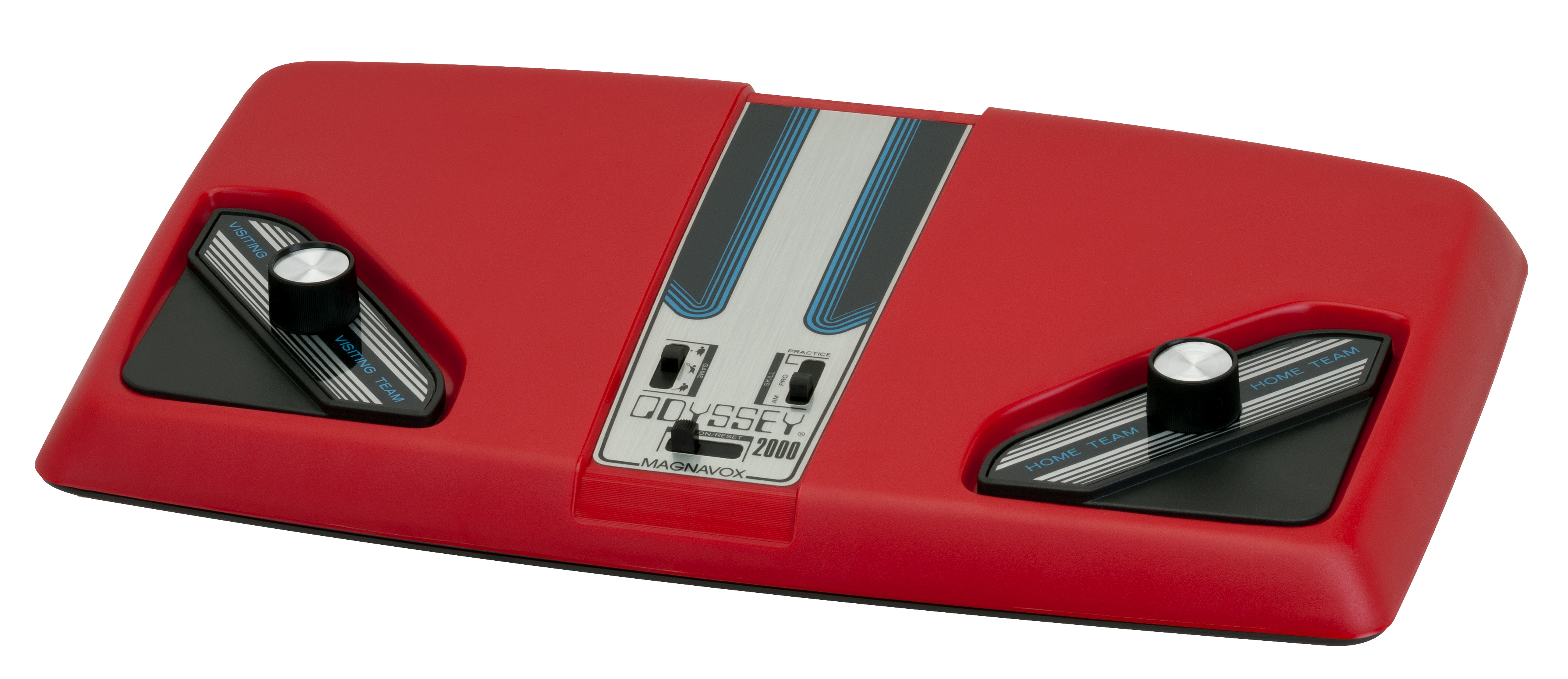
奧德賽2000

奧德賽2000於1977年發售，它基本上是奧德賽300的升級版本，同樣使用通用儀器的AY-3-8500晶片。它能夠讓2位玩家同時進行遊戲，並各自使用1個旋鈕控制，不像過去的專用遊戲機使用3個旋鈕控制。除了網球、曲棍球及壁球3款遊戲外，它還新增了練習用的1人壁球。分數顯示在畫面中玩家的上方，勝出的條件為先達到15分。

### 奧德賽3000
奧德賽3000於1977年發售，它除了包含奧德賽2000的3款遊戲外，新增籃球、美式足球及欄球（Gridball）3款遊戲。雖然遊戲機是設計給2人遊玩，但亦設置了單人壁球及籃球練習模式。此外，它還設置了可以選擇遊戲難度、球的速度及角度等。而遊戲機的整體設計亦與過往的不同。

### 奧德賽4000

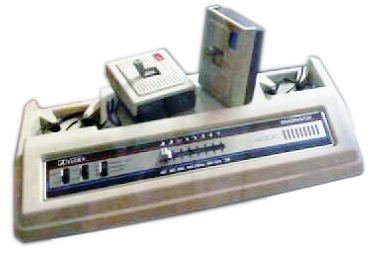
奧德賽4000

奧德賽4000於1977年發售，它包含了7款不同的遊戲（網球、曲棍球、排球、籃球、拳擊、坦克及直昇機），加上不同的設置共有24款遊戲。它可以同時給4位玩家同時進行遊戲，亦可以單人與電腦進行比賽。與奧德賽3000相同，它可以設置3個不同難度（初學者、半專家及專家），也可以設置球的速度及暫停遊戲等。而其AY-3-8600晶片亦令奧德賽4000可以顯示顏色而並非黑白畫面。

### 奧德賽5000
奧德賽5000是一款沒有正式推出的專用遊戲機，預期使用2枚美國國家半導體晶片及7款遊戲。

### 飛利浦奧德賽200

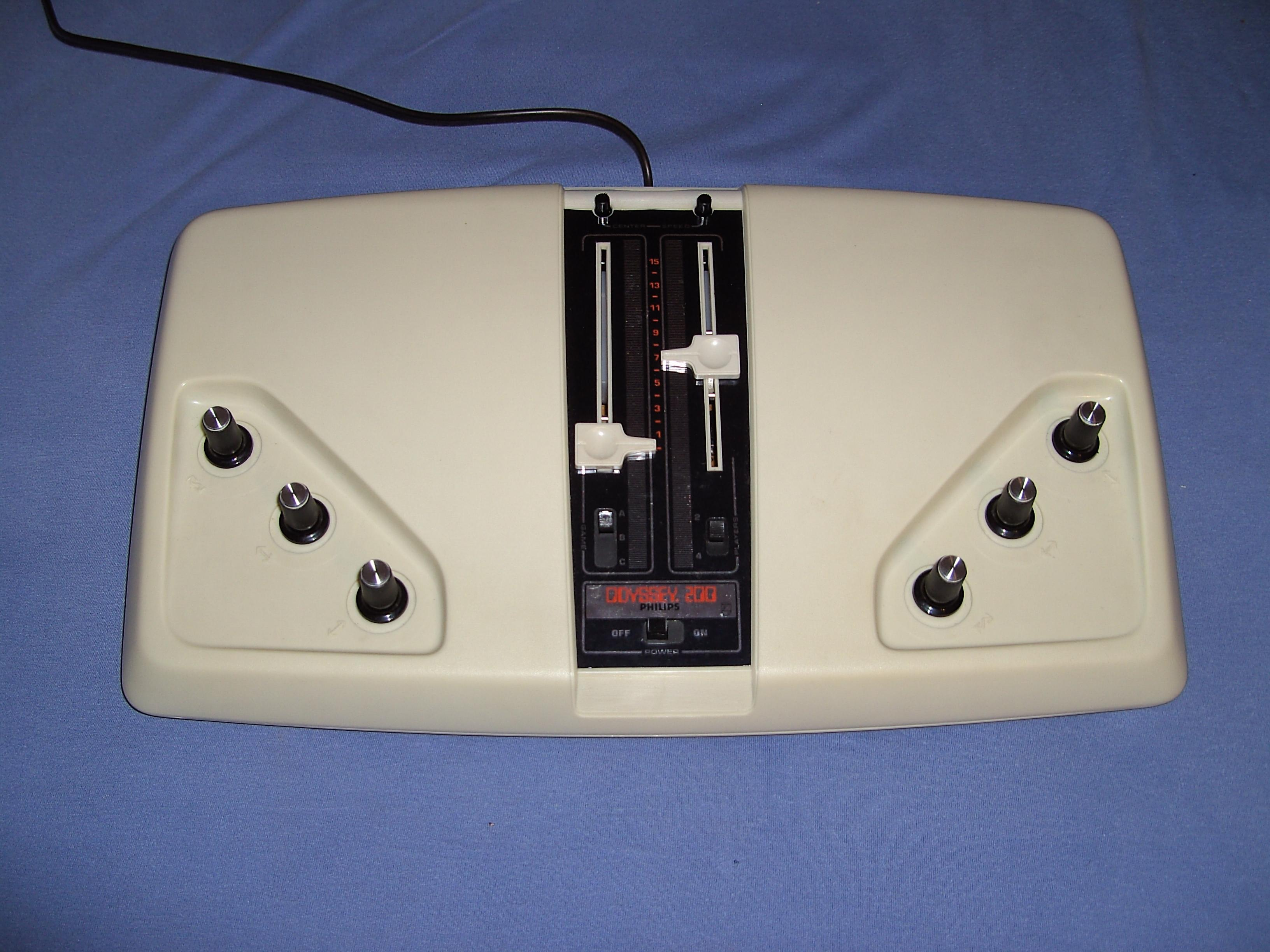
飛利浦奧德賽200

飛利浦於1974年收購美格福斯後，開始於歐洲發行以飛利浦名義的奧德賽專用電子遊戲機。1976年，飛利浦於歐洲發售飛利浦奧德賽200，它與奧德賽200的設置完全相同。

### 飛利浦奧德賽2001

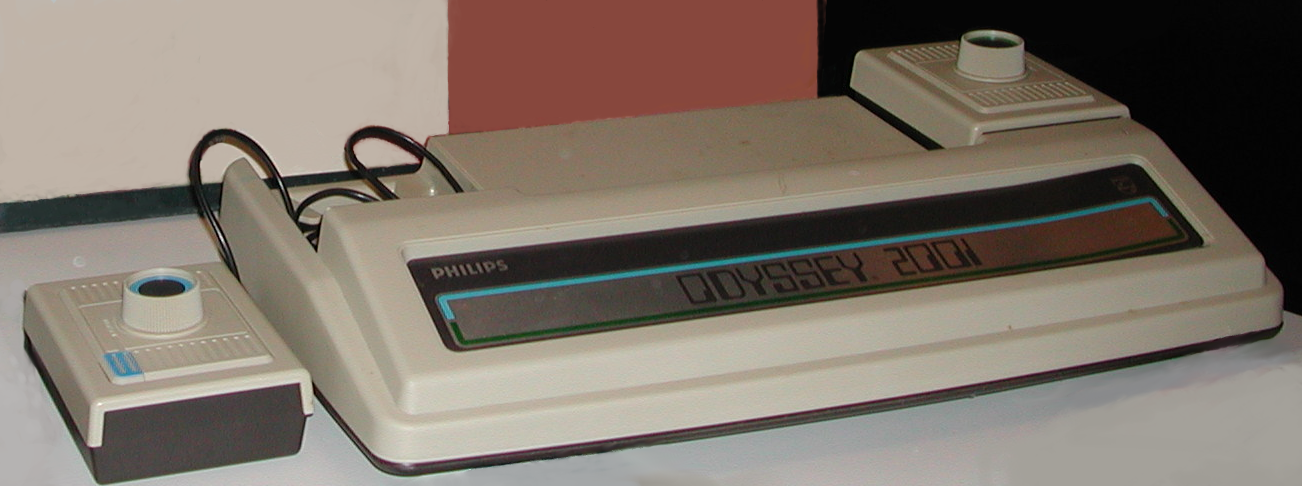
飛利浦奧德賽2001

飛利浦奧德賽2001為飛利浦版本的奧德賽4000，於1977年推出，但是在控制器方面有分別。它使用美國國家半導體MM-57105晶片，能夠進行網球、曲棍球受壁球遊戲，並能夠輸出彩色畫面及由電視直接輸出聲音。

### 飛利浦奧德賽2100

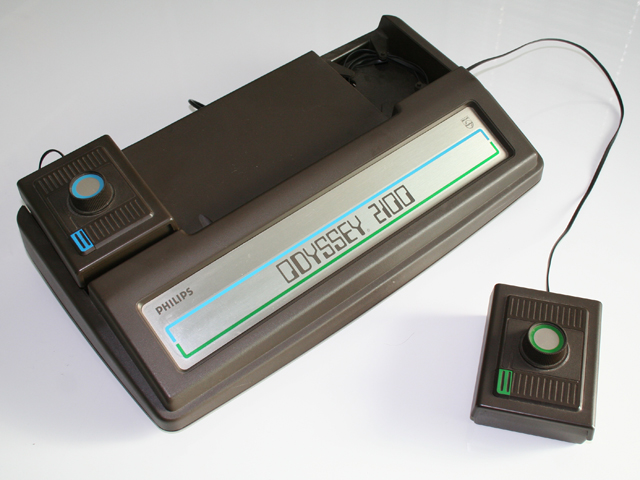
飛利浦奧德賽2100

飛利浦奧德賽2100於1978年發售，外型設計上與飛利浦奧德賽2001相同，但使用美國國家半導體MM-57186N晶片。它內置6款遊戲並設有變種，包括賽車（7款變種）、彈珠台（7款變種）、網球（2款變種）、手球（2款變種）、冰上曲棍球（2款變種）及美式足球（3款變種）。

## 美格福斯奧德賽²
1978年，飛利浦的奧德賽分部決定推出美格福斯奧德賽的正統後繼機種，稱為美格福斯奧德賽²。